# Verica Trstenjak
Verica Trstenjak, slovenska pravnica in profesorica, * 9. december 1962, Ptuj.
Je profesorica evropskega prava, živeča na Dunaju. Med letoma 2006 in 2012 je bila generalna pravobranilka na Sodišču Evropske unije v Luksemburgu, med letoma 2004 in 2006 pa sodnica na Splošnem sodišču Evropske unije. Pravni strokovnjaki ji priznavajo naziv »mati ustanoviteljica evropskega zasebnega prava.«
Od marca 2025 je podpredsednica Evropske akademije znanosti in umetnosti.

## Pravniški začetki
Verica Trstenjak je leta 1987 opravila pravosodni izpit in doktorirala leta 1995 na Pravni fakulteti Univerze v Ljubljani. Od leta 1994 do 1996 je bila vodja pravne službe na Ministrstvu za znanost in tehnologijo, od leta 1996 do leta 2000 pa državna sekretarka na tem ministrstvu. V letu 2000 je bila generalna sekretarka Vlade Republike Slovenije. V Sloveniji se je ukvarjala tudi z nevladnimi organizacijami in sodelovala pri pripravi Zakona o ustanovah in društvih. V letih 1997–2000 je sodelovala v delovni skupini 17 za pogajanja Slovenije za članstvo v EU.

## Delo na Sodišču EU
Od 7. julija 2004 do 6. oktobra 2006 je bila sodnica na Sodišču Evropskih skupnosti v Luksemburgu (zdaj Splošno sodišče Evropske unije), od 7. oktobra 2006 do 28. novembra 2012 pa je bila generalna pravobranilka na Sodišču Evropske unije.

## Znanstveno delo in profesure
Verica Trstenjak je opravljala doktorski študij na Univerzi v Zürichu, na Inštitutu za primerjalno pravo Univerze na Dunaju (Institut für Rechtsvergleichung der Universität Wien), na Inštitutu Maxa Plancka za mednarodno zasebno pravo v Hamburgu in na Svobodni univerzi v Amsterdamu. Leta 1996 je bila na Pravni fakulteti v Mariboru habilitirana v profesorico teorije države in prava ter civilnega prava, od leta 2006 pa je habilitirana kot redna profesorica (venia legendi) za področje civilnega in evropskega prava.
Bila je gostujoča profesorica na Univerzi na Dunaju, v Freiburgu (Nemčija), na Bucerius Law School v Hamburgu, ter na univerzah Heidelberg, Bonn, Salzburg, Zürich, Liechtenstein, Amsterdam, Luksemburg in Ferrara. Kot gostujoča predavateljica je predavala tudi na Univerzah v Sydneyju, Los Angelesu, San Franciscu, Tokiu, Seulu, Astani, Arubi in New Yorku. Do leta 2006 je bila članica Evropske strokovne komisije za pripravo Evropskega civilnega zakonika (Study Group on European Civil Code).
Objavila je več kot 300 pravnih člankov in več knjig o evropskem in zasebnem pravu; predava na različnih mednarodnih konferencah doma in v tujini (npr. konference o Common Frame of Reference (Münster, Osnabrück, Trier); Luksemburg: European Jurists' Forum 2011; Trier: Jahrestagung der Gesellschaft für Rechtsvergleichung 2011; Berlin: Humboldt-Universität, 2012; Salzburg: 24. Europäische Notarentage, 2012; Barcelona: European Jurists' Forum, 2013; Dunaj: General Reporter at IACL - International Academy of Comparative Law, 2014; Amsterdam: Keynote Speaker at International Conference of Consumer Law, 2015); Kazahstan: International Notary Conference, 2018; Madrid: European Women Lawyers Association (EWLA), 2019; Salzburg: European Academy of Science, 2023.
Po zaključku mandata na Sodišču EU je leta 2013 postala univerzitetna profesorica za Pravo EU na Pravni fakulteti Univerze na Dunaju (za obdobje petih let). Trenutno poučuje pravo EU in temeljne pravice na programu LL.M. Univerze na Dunaju, na Sigmund Freud Private University na Dunaju, Univerzi v Ljubljani ter na Novi univerzi. Do leta 2013 je bila gostujoča profesorica na magistrskem študijskem programu (Sodni spori na področju pravic intelektualne lastnine v EU) na Univerzi v Luksemburgu in na Univerzi v Mariboru. Poučuje na poletnih šolah v Salzburgu (Univerza v Salzburgu), Stroblu (Univerza na Dunaju) in Alpbachu (Univerza v Innsbrucku).

## Članstva v akademskih in strokovnih združenjih ter mednarodnih organizacijah
Leta 2012 je bila imenovana za zunanjega znanstvenega člana na novo ustanovljenem Max Planck Institute Luxembourg for International, European and Regulatory Procedural Law v Luksemburgu. Je članica Advisory Committee (neke vrste arbitražnega sodišča) pri mednarodni organizaciji Energy Community (od leta 2015), nadomestna članica Beneške komisije (do leta 2024) in članica Stalnega arbitražnega sodišča v Haagu (od leta 2019), Vienna International Arbitral Centre (VIAC) (od leta 2019), International Centre for Settlement of Investment Disputes (ICSID) (od 2019) in članica Bureau of the Tribunal at the Organization for Security and Co-operation in Europe (OSCE) (od leta 2019). Od leta 2017 do 2022 je bila članica Management in Executive Board pri FRA - European Union Agency for Fundamental Rights. 
Leta 2024 je bila imenovana v Upravni odbor za pregled Evropske centralne banke. Marca 2025 je postala podpredsednica Evropske akademije znanosti in umetnosti in je prva Slovenka na tem položaju.

Članstvo v uredniških odborih različnih pravnih revij v Sloveniji in v tujini
- European Law Review (ELR)
- European Journal of Consumer Law
- Zeitschrift für Europäisches Unternehmens- und Verbraucherrecht (EUVR)
- Zeitschrift für Europäisches Privatrecht (ZEuP) (dopisna članica)
- European Journal of Commercial Contract Law (EJCCL)
- Oxford Encyclopedia of EU Law
- Pravnik

Članstvo v znanstvenih odborih
- Advisory Board in Vienna, Centre international de formation européenne (CIFE)
- International Advisory Boarda Alexander von Humboldt-Stiftunge (oktober 2015 - 2019)
- Scientific Advisory Board na Pravni fakulteti Univerze na Dunaju (do leta 2013)
- Beirat des Instituts für Stiftungsrecht und das Recht der Non-Profit-Organisationen (Bucerius Law School) v Hamburgu do leta 2015
- Advisory Council for European Law, Ministry of Foreign Affairs Austria (od leta 2013)

Članstvo v strokovnih pravniških društvih
- European Academy of Science and Arts (od leta 2018)
- Academia Eropaea
- Slovensko društvo za Evropsko pravo (predsednica) ter International Federation of EU Law (FIDE; članica Steering Committee)
- European Law Institute (ustanovna članica)
- Zivilrechtslehrervereinigung
- International Academy of Comparative Law (IACL)
- l'Association Henri Capitant des Amis de la Culture Juridique Française
- Gesellschaft für Rechtsvergleichung
- Forum Alpbach
- European Women Lawyers Association (EWLA), Slovenija (predsednica)

## Priznanja in nagrade
Leta 2003 je prejela nagrado Društva pravnikov Slovenije za »Pravnico leta 2003«.
Leta 2020 ji je zvezni predsednik Republike Avstrije Dr. Alexander Van der Bellen podelil Avstrijski častni križ za znanost in umetnost I. stopnje Ehrenkreuz für Wissenschaft und Kunst I. Klasse) za izjemne znanstvene zasluge na področju prava EU in za prispevek k poglabljanju odnosov med Avstrijo in Slovenijo.·       Prof. Dr. Verica Trstenjak received the Austrian Cross of Honour for Science and Art, 1st Class
Hans-Wolfgang Micklitz [], profesor na European University Institute v Firencah, je Verico Trstenjak označil za "the founding mother of European private law."

## Izbor pomembnejših objavljenih člankov
- Trstenjak Verica: Human Rights in the Digital Era: From Digital Practice to Digital Law and Case Law, in: Miller Katharina, Wendt Karen, The Fourth Industrial Revolution and Its Impact on Ethics, Springer (2021).
- Trstenjak Verica: Law and Medicine: the Influence of Fundamental Rights on the Corona-crisis and the Influence of the Corona-crisis on Fundamental Rights in the EU, Medicine, Law & Society, (2021) 14(2).
- Trstenjak Verica/Weingerl Petra (Hrsg): The Influence of Human Rights and Basic Rights in Private Law, Springer International Switzerland (2016).
- Trstenjak Verica: Les mécanismes de recours collectif et leur importance pour la protection des consommateurs, in La Cour de justice de l'Union européenne sous la présidence de Vassilios Skouris (2003-2015), Liber amicorum Vassilios Skouris (2015), S. 681-696.
- Trstenjak Verica/Beysen Erwin: The Growing Overlap of Fundamental Freedoms and Fundamental Rights in the Case-law of the CJEU, European Law Review (2013) 38, S. 293-315 (Social Sciences Citation Index)
- Procedural Aspects of European Consumer Protection Law and the Case Law of the CJEU, European Review of Private Law, No. 2/ 2013, S. 451-478
- Pravo EU, Ustavno, procesno in gospodarsko pravo EU, GV Založba, Ljubljana, 2012, 840 S, skupaj z Majo Brkan
- Trstenjak, Verica, Beysen, Erwin, European consumer protection law: curia semer dabit remedium?. V: Common market law review, 2011, vol. 48, št. 1, str. 95–124.
- Das Verhältnis zwischen Immaterialgüterrecht und Datenschutzrecht in der Informationsgesellschaft im Lichte der Rechtsprechung des Europäischen Gerichtshofs. V: Gewerblicher Rechtsschutz und Urheberrecht, Internationaler Teil (GRUR Int) (v objavi v letu 2012)
- Verbraucherschutzrecht und die rechtlichen Probleme des Internetverkaufs in der Rechtsprechung des EuGH. V: Borić, Lurger, Schwarzenegger, Terlitza (ur.), Öffnung und Wandel – Die internationale Dimension des Rechts II, Festschrift für Prof. Willibald Posch, LexisNexis, Dunaj, 2011, str. 787–798.
- L'importance du Code civil et des Provinces illyriennes pour la Slovénie. V: Revue international de droit comparé, št. 3/2011, str. 720–725.
- Von der Mindest- zur Vollharmonisierung: Bedeutung für die Rechtsprechung des EuGH. V: Welser, Rudolf (ur.), Konsumentenschutz in Zentral- und Osteuropa, Wien, 2010, str. 205–219.
- Private law developments in Slovenia: a European perspective. V: Jessel-Holst, Christa (ur.), Kulms, Rainer (ur.), Trunk, Alexander (ur.). Private law in Eastern Europe: autonomous developments or legal transplants?, (Materialien zum ausländischen und internationalen Privatrecht, 50). Tübingen: M. Siebeck, cop. 2010, str. 123–147.
- Les difficultés d'une interprétation et d'une application unitaires du droit communautaire. V: Le contrat en Europe aujourd'hui et demain (ed. Rémy Cabrillac, Denis Mazeaud, André Prüm), Société de législation comparée, Paris, 2008, str. 147–175.
- Slowenisches Zivilrecht: Vom ABGB auf dem Weg zum europäischen Zivilgesetzbuch? V: Privatrechtsentwicklung in Zentral- und Osteuropa (ur. Rudolf Welser), MANZ'sche Verlag, Wien, 2008, str.101–114.
- Die Auslegung privatrechtlicher Richtlinien durch den EuGH: ein Rechtsprechungsbericht unter Berücksichtigung des Common Frame of Reference. V: Zeitschrift für Europäisches Privatrecht, 2007, str. 145–160.
- La Slovenia e l'armonizzazione del diritto sloveno con quello dell'Unione europea: il diritto civile sloveno e il nuovo diritto delle obbligazioni. V: Contratto e impresa. Europa, IX (2004), št. 1, str. 265–292.

## Izbor pomembnejših pravnih zadev, v katerih je delovala kot generalna pravobranilka na Sodišču EU
1.	Varstvo potrošnikov
- Pénzügyi Lízing (C-137/08) – nedovoljeni pogoji v potrošniških pogodbah
- Aventis Pasteur (C-358/08) – odgovornost za proizvode z napako
- Pammer (C-585/08) in Hotel Alpenhof (C 144/09) – sodna pristojnost v civilnih in gospodarskih zadevah
- Quelle (C-404/06) – neobstoj obveznosti plačila nadomestila prodajalcu za uporabo proizvodov z napako v primeru razveze pogodbe
- VTB-VAB (C-261/07) in Galatea (C-299/07) – vezane ponudbe
- Mediaprint Zeitungs- und Zeitschriftenverlag (C-540/08) – vezane ponudbe

2.	Delovno in socialno pravo
- Schultz-Hoff (C-350/06) in Stringer (C-520/06); KHS (C-214/10) – pravica do plačanega letnega dopusta bolnih zaposlenih
- Dominguez (C-282/10) – Doktrina ‚Drittwirkung der Grundrechte’, splošna pravna načela
- CLECE (C-463/09) – prenos podjetij

3.	Pravo intelektualne lastnine
- SGAE (C-467/08) – nadomestilo za imetnike pravic intelektualne lastnine
- Painer (C-145/10)
- Fachverband der Buch- und Medienwirtschaft/LIBRO (C-531/07)
- Phonographic Performance (Ireland) (C-162/10) – avtorska in sorodne pravice (pravice izvajalcev in proizvajalcev fonogramov)
- SCF Consorzio Fonografici (C-135/10) – avtorska in sorodne pravice (pravice izvajalcev in proizvajalcev fonogramov)

4.	Korporacijsko pravo
- Audiolux (C-101/08) – merila za priznavanje splošnih pravnih načel
- Idryma Typou (C-81/09) – merila razmejevanja med pravico do ustanavljanja in pravico do prostega pretoka kapitala
- Evropska komisija/Španija (C-338/06) – pravica do prednostnega vpisa delnic in zamenljivih obveznic

5.	Javna naročila
- Evropska komisija/Nemčija (C-503/04) – obveznost za razdor pogodbe
- Evropska komisija/Nemčija (C-536/07) – Köln Messe
- Evropska komisija/Nemčija (C-160/08) – reševalne službe
- Evropska komisija/Nemčija (C-271/08) – kolektivna pogodba za preoblikovanje plače za delavce v občinskih javnih službah
- Evropska komisija/Avstrija (C-28/09) – sektorska prepoved vožnje za tovorna vozila

6.	Imigracijsko in azilno pravo
- NS (C-411/10) in ME (C-493/10) – pravica do azila v Evropski uniji

7.	Zdravstvena politika
- Hecht-Pharma (C-140/07) – opredelitev izdelka z rdečim rižem kot zdravilo
- Evropska komisija/Nemčija (C-319/05) – opredelitev izdelka s česnom kot zdravilo[6]
- MSD Sharp & Dohme (C-316/09) – oglaševanje medicinskih izdelkov na internetu
- Komisija/Portugalska (C-255/09) – čezmejne zdravstvene storitve

8.	Drugo
- Koller (C-118/09) – izobraževanje in usposabljanje pravnikov (vzajemno priznavanje diplom)